# John W. N. Watkins

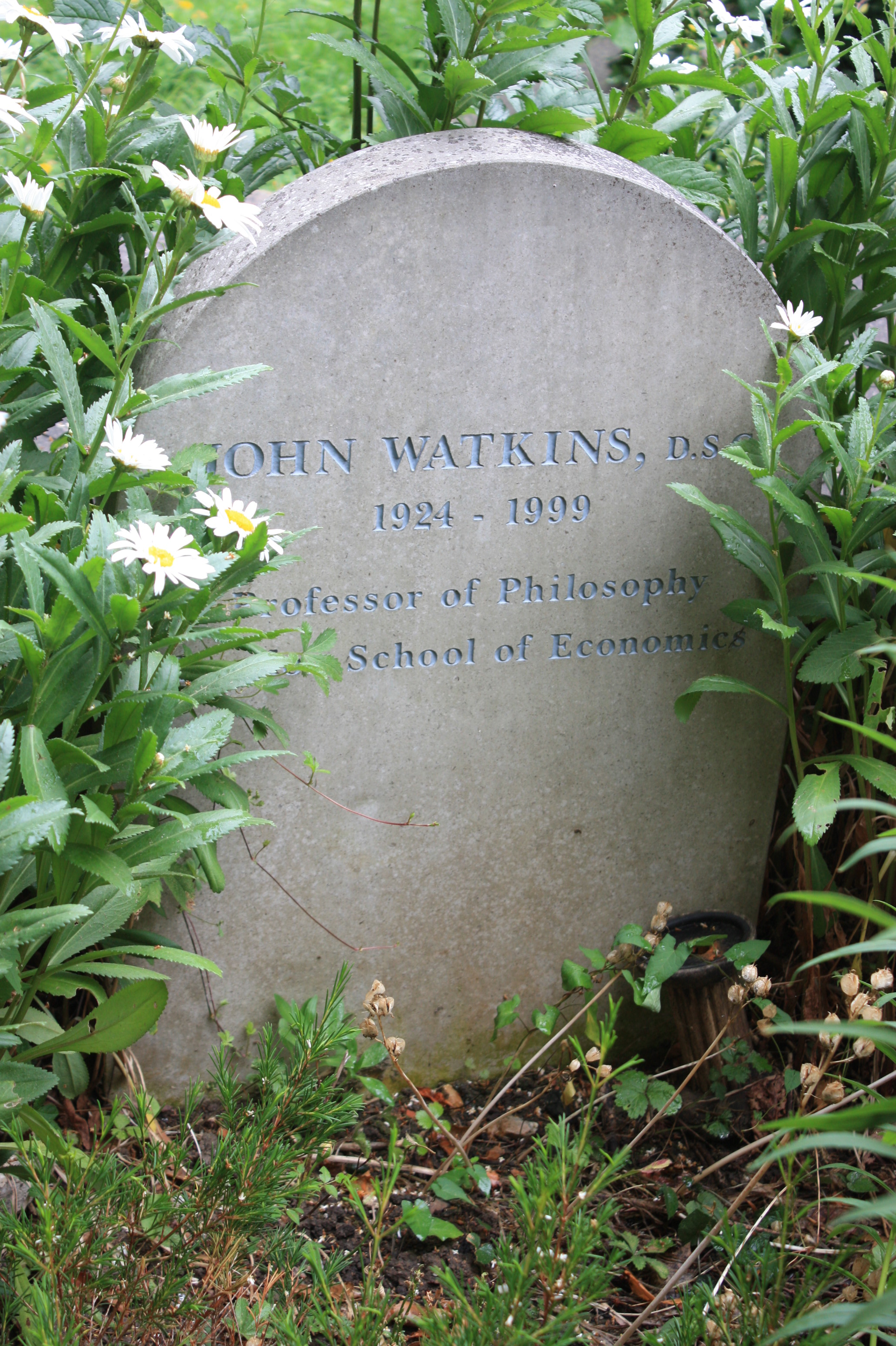
O túmulo de John Watkins, Cemitério de Highgate, Londres

John William Nevill Watkins (31 de julho de 1924, Woking, Inglaterra - 26 de julho de 1999, Devon, Inglaterra) foi um filósofo britânico, professor da LSE de 1966 até sua aposentadoria em 1989 e um proeminente defensor do racionalismo crítico. 

## Biografia

### Serviço militar
Em 1941, aos 17 anos, Watkins se formou com distinção na Primeira Divisão no Royal Naval College em Dartmouth e entrou diretamente na Marinha durante a guerra. Serviu em contratorpedeiros, escoltando comboios russos e o navio de guerra que transportava Winston Churchill em seu retorno de Marraquexe.
Em 1944 foi condecorado com o DSC por lançar torpedos contra uma embarcação alemã na costa francesa, como parte de uma acção que derrotou a única força de superfície remanescente que poderia ter interferido nos desembarques na Normandia. 

### Carreira acadêmica
Ao ler O Caminho da Servidão (1944), de Friedrich Hayek, despertou interesse em frequentar a LSE, onde Hayek lecionava. Iniciou em Ciência Política e com um ensaio premiado que lhe rendeu uma bolsa Henry Ford em Yale, onde se formou em mestrado em 1950. Depois voltou para a LSE como professor assistente de ciências políticas.
Watkins acompanhou palestras de Karl Popper na LSE sobre lógica e método científico, alegando que " caiu sob seu feitiço".  Em 1958, transferiu-se do Departamento de Governo para o de Popper, sendo nomeado Leitor de Filosofia. Imre Lakatos também juntou-se a eles em 1960. Watkins e Lakatos editaram a Revista Britânica de Ciência (British Journal for the Philosophy of Science). Watkins foi também Presidente da Sociedade Britânica para a Filosofia da Ciência de 1972 a 1975. Após a aposentadoria de Popper em 1970, Watkins assumiu sua cadeira.
Depois de sua aposentadoria em 1989, Watkins continuou participando de atividades acadêmicas como seu papel proeminente no estabelecimento do Prêmio Lakatos de Filosofia da Ciência - que se tornou a principal distinção acadêmica na área, homenageando seu ex-colega Imre Lakatos, que morreu, com apenas 51 anos, em 1974. 
Em 26 de julho de 1999, menos de três meses depois de completar seu livro "Liberdade humana após Darwin", Watkins morreu de ataque cardíaco enquanto navegava em seu barco, Xantippe, no estuário de Salcombe, South Devon, Inglaterra. 
O corpo de Watkins foi sepultado no leste do Cemitério de Highgate, local próximo da entrada principal no caminho norte. 
Como forma de homenagem, a Praça John Walkins Plaza foi inaugurada em junho de 2003 na LSE em frente à biblioteca. Foi “projetada para replicar o espaço aberto de uma praça de uma cidade italiana”. 

### Vida pessoal
Em 1952, Watkins casou com Micky Roe. O casal teve um filho e três filhas. 

## Trabalho filosófico
O fato de as proposições metafísicas poderem influenciar a teorização científica é, de fato, a contribuição mais duradoura de Watkins para a filosofia. Ele introduziu uma distinção entre metafísica confirmável e influente.
Em 1965, Watkins publicou o livro Sistema de Ideias de Hobbes. Seu principal argumento é que a teoria política de Thomas Hobbes decorre, de forma coerente, de suas ideias filosóficas mais gerais.
Em um simpósio internacional sobre Crítica e Crescimento do Conhecimento realizado em Londres em 1965,  Watkins rebateu um artigo de Thomas S. Kuhn, no qual era realizada uma comparação entre a sua própria teoria das revoluções científicas com o falsificacionismo de Popper. Segundo ele, era um confronto entre:
"[a visão de Kuhn da comunidade científica] como uma sociedade essencialmente fechada, intermitentemente abalada por colapsos nervosos coletivos seguidos pela restauração do uníssono mental, e a visão de Popper de que a comunidade científica deveria ser, e até certo ponto realmente é, uma sociedade aberta em qual nenhuma teoria, por mais dominante e bem-sucedida que seja, nenhum ‘paradigma’, para usar o termo de Kuhn, é jamais sagrada”. 
Seu trabalho mais importante foi "Science and Scepticism", publicado em 1984. Nele, ele tentou "suceder onde Descartes falhou" e mostrar como a ciência poderia sobreviver diante do ceticismo. Em seu livro "Human Freedom after Darwin", publicado postumamente em 1999, ele retornou a um problema que o havia ocupado por muito tempo.
Além das obras sobre a influência da metafísica na ciência, Watkins escreveu artigos clássicos sobre o individualismo metodológico e a explicação historiográfica.

### Livros
- Hobbes’s System of Ideas: A Study in the Political Significance of Philosophical Theories. London 1965 (Hutchinson); Nachdruck 1989 als LSE reprint. ISBN 978-0-566-07038-9
- Science and Scepticism. Princeton: Editora da Universidade de Princeton, 1984. ISBN 978-0-09-158010-0.
- Human Freedom after Darwin: A Critical Rationalist View. London 1999. ISBN 0-8126-9407-4

### Ensaios
- Lakatos; Musgrave, Alan, eds. (1970). «Against 'Normal Science' (pp. 25–37)». Criticism and the Growth of Knowledge. London: Cambridge University Press. ISBN 0-5210-9623-5
- "Ideal Types and Historical Explanation". In Alan Ryan (ed.): The Philosophy of Social Explanation, London 1973 (Oxford University Press), ISBN 0-1987-5025-0, pp. 82–104.
- "Karl Raimund Popper, 1902-1994," Proceedings of the British Academy, 1996, 94, pp. 645-85.
- "The Unity of Popper's Thought".  In Paul A. Schilpp (ed.): The Philosophy of Karl Popper, vol. I. La Salle, Illinois 1974 (Open Court), ISBN 0-8754-8141-8, pp. 371–412.

## Links externos
- Worrall, J. (1 de dezembro de 1999). «Obituary. John Watkins (1924-1999)». Oxford University Press. British Journal for the Philosophy of Science. 50 (4): 787–789. doi:10.1093/bjps/50.4.787